# Кожухівська Юлія Іванівна
Юлія Іванівна Кожухівська (Батько) (нар. 1938, село Угерсько, тепер Стрийського району Львівської області — ?) — українська радянська діячка, завідувач свиноферми колгоспу «Прогрес» Стрийського району Львівської області. Депутат Верховної Ради СРСР 9—11-го скликань. Обиралася членом ЦК ЛКСМ України.

## Біографія
Народилася в багатодітній селянській родині Івана Батька. Закінчила семирічну сільську школу села Яблунівки Стрийського району.
З 1953 по 1962 рік — свинарка, зоотехнік колгоспу «Радянська Україна» (потім — «Прогрес») села Яблунівки (тепер — Угерсько) Стрийського району Дрогобицької (з 1959 року — Львівської) області.
Член КПРС з 1958 року.
Освіта середня спеціальна. Заочно закінчила середню школу, потім навчалася в Станіславській (Івано-Франківській) радянсько-партійній школі, яку закінчила в 1962 році і здобула спеціальність молодшого агронома-організатора сільськогосподарського виробництва.
З 1962 року — завідувач свиноферми, завідувач свинарського комплексу з виробництва і відгодівлі свиней колгоспу «Прогрес» села Яблунівки (тепер — Угерсько) Стрийського району Львівської області.
Потім — на пенсії.

## Нагороди
- два ордени Леніна (26.02.1958,)
- орден «Знак Пошани»
- медаль «За трудову відзнаку»
- медаль «За доблесну працю» (1970)
- медалі